# جيمس جي. ديلاني
جيمس جي. ديلاني هو محامي وسياسي أمريكي، ولد في 19 مارس 1901 في نيويورك في الولايات المتحدة، وتوفي في 24 مايو 1987 في تينافلي في الولايات المتحدة. نشط حزبياً في الحزب الديمقراطي. وقد انتخب assistant district attorney ‏ (1936 – 1944) وانتخب عضو مجلس النواب الأمريكي ‏.